# Nekrolog 1. Quartal 1989
Nekrolog
◄◄
| ◄
| 1985
| 1986
| 1987
| 1988
| 1989 | 1990 | 1991 | 1992 | 1993 | ► | ►►
1. Quartal |
2. Quartal |
3. Quartal |
4. Quartal 1989
Weitere Ereignisse | Allgemeiner Nekrolog 1989
Die Beschreibung der verstorbenen Person sollte so kurz wie möglich gehalten sein und nur deren signifikante Tätigkeit(en) enthalten.
Neue Namen ggf. auch unter dem Geburts- und Sterbedatum, also etwa unter 1. Januar und im Geburts- und Sterbejahr (2024) eintragen (nur bei entsprechender großer Wichtigkeit). Für Beispiele siehe die schon vorhandenen Artikel.
Außerdem über die fünf zuletzt Verstorbenen, zu denen es einen ausreichend guten Artikel für eine Präsentation auf der Hauptseite gibt, nach der todesbedingten Überarbeitung der Artikel ggf. auch unter Wikipedia Diskussion:Hauptseite informieren und sie am besten auch in den anderen Wikipedia-Sprachversionen eintragen. Tipp: Regelmäßig bei news.google.de nach „ist tot“, „gestorben“ oder „verstorben“ suchen.
Wenn eine Person gestorben ist, gibt es viele Seiten zu dieser Person in der Wikipedia, die davon auch betroffen sind und entsprechend aktualisiert werden müssen. Beispiele: Namenübersichtsseite, Geburtsjahr, Geburtsort-Seiten und viele mehr.
Wie finde ich die betroffenen Seiten?
Im Suchfeld auf der linken Seite gibt man den Suchbegriff so ein: „Vorname Nachname“. Dann klickt man auf Volltext und alle Seiten mit entsprechendem Suchtext werden aufgerufen. Hier sieht man dann schnell, wo auch das Todesjahr Sinn macht oder sogar ein Teil des Artikels angepasst werden muss. Auch hilft das „Werkzeug“ auf der linken Seite sehr gut, um solche Seiten aufzufinden: „Links auf diese Seite“. Somit ist die Wikipedia wieder aktuell in allen Bereichen! Hinweis: bei Eintragung der Kategorie „Gestorben JAHR“ wird der Missbrauchsfilter 49 ausgelöst, was jedoch nicht schlimm ist. Siehe: Spezial:Missbrauchsfilter/49
Dies ist eine Liste von im ersten Quartal 1989 verstorbenen bekannten Persönlichkeiten. Die Einträge erfolgen innerhalb der einzelnen Daten alphabetisch sortiert. Tiere sind im Nekrolog für Tiere zu finden.

## Januar
| Tag        | Name                                        | Beruf, bekannt als                                                                                              | Alter | Beleg |
| ---------- | ------------------------------------------- | --- | ----- | ----- |
| 1. Januar  | Karl von der Groeben                        | deutscher Verwaltungsjurist und Landrat                                                                         | 86    |       |
| 1. Januar  | Ondine                                      | US-amerikanischer Schauspieler                                                                                  | 51    |       |
| 1. Januar  | Gerald Erich Tauber                         | israelischer Astrophysiker                                                                                      | 66    |       |
| 1. Januar  | Franziska Tausig                            | österreichische Autorin                                                                                         | 93    |       |
| 2. Januar  | Safdar Hashmi                               | indischer Dramatiker, Theaterregisseur und Schauspieler                                                         | 34    |       |
| 2. Januar  | Eddie Heywood                               | US-amerikanischer Jazz-Pianist                                                                                  | 73    |       |
| 3. Januar  | Robert Banks                                | US-amerikanischer Chemiker und Erfinder                                                                         | 67    |       |
| 3. Januar  | Laurence Grafftey-Smith                     | britischer Botschafter                                                                                          | 96    |       |
| 3. Januar  | Paul Kleinschnittger                        | deutscher Automobilhersteller und -konstrukteur                                                                 | 79    |       |
| 3. Januar  | Johannes Knittel                            | deutscher Regisseur, Schauspieler und Drehbuchautor                                                             | 78    |       |
| 3. Januar  | Bernhard Krüger                             | deutscher SS-Sturmbannführer                                                                                    | 84    |       |
| 3. Januar  | Lina Prokofjewa                             | spanisch-russische Sängerin                                                                                     | 91    |       |
| 3. Januar  | Otto Risse                                  | deutscher Architekt                                                                                             | 90    |       |
| 3. Januar  | Sergei Lwowitsch Sobolew                    | sowjetischer Mathematiker                                                                                       | 80    |       |
| 3. Januar  | Robert Thomas                               | französischer Schriftsteller, Regisseur und Schauspieler                                                        | 61    |       |
| 4. Januar  | Rudolf W. Meyer                             | Schweizer Philosoph                                                                                             | 73    |       |
| 4. Januar  | Trude Richter                               | deutsche Literaturwissenschaftlerin                                                                             | 89    |       |
| 5. Januar  | Theodor Brannekämper                        | deutscher Bauingenieur und Architekt                                                                            | 88    |       |
| 5. Januar  | Philip Herschkowitz                         | rumänischer Komponist und Musiktheoretiker                                                                      | 82    |       |
| 5. Januar  | Simon Janczewski                            | polnisch-französischer Fußballspieler und -trainer                                                              | 62    |       |
| 5. Januar  | Franz Peter Möhres                          | deutscher Zoologe und Hochschullehrer                                                                           | 76    |       |
| 5. Januar  | Wolfgang Sucrow                             | deutscher Chemiker und Hochschullehrer                                                                          | 57    |       |
| 6. Januar  | Grete Alt-Lantschner                        | österreichische Skirennläuferin                                                                                 | 82    |       |
| 6. Januar  | Egon Bork                                   | dänischer Sprachwissenschaftler, Lexikograf und Gymnasiallehrer                                                 | 86    |       |
| 6. Januar  | Hans von Campenhausen                       | deutscher evangelischer Theologe und Kirchengeschichtler                                                        | 85    |       |
| 6. Januar  | Frieda Goralewski                           | deutsche Volksschullehrerin, Bewegungs- und Tanztherapeutin                                                     | 95    |       |
| 6. Januar  | Jim Hurtubise                               | US-amerikanischer Rennfahrer                                                                                    | 56    |       |
| 6. Januar  | Edmund Leach                                | britischer Naturwissenschaftler, Elektrotechniker und Ethnosoziologe                                            | 78    |       |
| 6. Januar  | Wladimir Wassiljewitsch Menner              | russischer Paläontologe und Geologe                                                                             | 83    |       |
| 6. Januar  | Satwant Singh                               | indischer Bodyguard und Attentäter                                                                              |       |       |
| 6. Januar  | Rhoda Sutherland                            | britische Romanistin                                                                                            |       |       |
| 6. Januar  | Martin Urtel                                | deutscher Schauspieler                                                                                          | 74    |       |
| 6. Januar  | Hans Ulrich Zollinger                       | Schweizer Pathologe                                                                                             | 76    |       |
| 7. Januar  | John Frank Adams                            | englischer Mathematiker                                                                                         | 58    |       |
| 7. Januar  | Alfred Dieck                                | deutscher Archäologe                                                                                            | 82    |       |
| 7. Januar  | Franciszek Górski                           | polnischer Botaniker                                                                                            | 91    |       |
| 7. Januar  | Gerd von Haßler                             | deutscher Autor, Regisseur, Hörspielsprecher, Komponist, Journalist und Produzent                               | 60    |       |
| 7. Januar  | Hirohito                                    | 124. Tennō von Japan                                                                                            | 87    |       |
| 7. Januar  | Manfred Kochen                              | US-amerikanischer Mathematiker, Informationswissenschaftler und Informatiker                                    | 60    |       |
| 7. Januar  | Egon Lendl                                  | österreichischer Geograph                                                                                       | 82    |       |
| 7. Januar  | Bill Lenny                                  | britischer Filmeditor                                                                                           | 65    |       |
| 7. Januar  | Josef Moll                                  | deutscher Militär, Generalleutnant der Bundeswehr und Inspekteur des Heeres                                     | 80    |       |
| 7. Januar  | Ugo Pignotti                                | italienischer Fechter                                                                                           | 80    |       |
| 7. Januar  | Timothy Plowman                             | US-amerikanischer Botaniker                                                                                     | 44    |       |
| 7. Januar  | Margarethe Wöhrmann                         | deutsche Politikerin (SPD), MdHB                                                                                | 88    |       |
| 8. Januar  | Jan Cherniavsky                             | kanadischer Pianist ukrainischer Herkunft                                                                       | 96    |       |
| 8. Januar  | Ronald DiPerna                              | US-amerikanischer Mathematiker                                                                                  | 41    |       |
| 8. Januar  | Johnny Jordaan                              | niederländischer Sänger                                                                                         | 64    |       |
| 8. Januar  | Otto Kasten                                 | deutscher Schauspieler                                                                                          | 86    |       |
| 8. Januar  | Olavi Kuronen                               | finnischer Skispringer                                                                                          | 65    |       |
| 8. Januar  | Kenneth McMillan                            | US-amerikanischer Schauspieler                                                                                  | 56    |       |
| 8. Januar  | Frank Sullivan                              | kanadischer Eishockeyspieler und -trainer                                                                       | 90    |       |
| 8. Januar  | Ueda Miyoji                                 | japanischer Lyriker und Literaturkritiker                                                                       | 65    |       |
| 8. Januar  | Erich Woldan                                | österreichischer Verwaltungsjurist, Privatgelehrter und Sammler                                                 | 87    |       |
| 9. Januar  | Lottlisa Behling                            | deutsche Botanikerin und Kunsthistorikerin                                                                      | 79    |       |
| 9. Januar  | Maria Fitzen-Wohnsiedler                    | deutsche Keramikerin, Grafikerin, Malerin und Schriftstellerin                                                  | 80    |       |
| 9. Januar  | Lilija Olimpijewna Grizenko                 | sowjetische Theater- und Film-Schauspielerin sowie Sängerin                                                     | 71    |       |
| 9. Januar  | Walter Köhler                               | deutscher Politiker (NSDAP), MdR und Ministerpräsident von Baden                                                | 91    |       |
| 9. Januar  | Marshall Harvey Stone                       | US-amerikanischer Mathematiker und Hochschullehrer                                                              | 85    |       |
| 9. Januar  | Manfred Sturmann                            | deutsch-israelischer Schriftsteller                                                                             | 85    |       |
| 9. Januar  | John K. Waters                              | US-amerikanischer Offizier, General der US Army                                                                 | 82    |       |
| 10. Januar | Cristea Avram                               | rumänischer Schauspieler                                                                                        | 57    |       |
| 10. Januar | Susanne Engelmann                           | deutsche Grafikerin                                                                                             | 83    |       |
| 10. Januar | Karl Geiringer                              | US-amerikanischer Musikforscher                                                                                 | 89    |       |
| 10. Januar | Walentin Petrowitsch Gluschko               | sowjetischer Ingenieur                                                                                          | 80    |       |
| 10. Januar | Luise Kraushaar                             | deutsche Widerstandskämpferin gegen den Nationalsozialismus und SED-Funktionärin                                | 83    |       |
| 10. Januar | Lee Ungno                                   | südkoreanischer Maler                                                                                           | 84    |       |
| 10. Januar | Herbert Morrison                            | US-amerikanischer Rundfunkreporter                                                                              | 83    |       |
| 10. Januar | Jole Veneziani                              | Italienische Modedesignerin, Pelzdesignerin                                                                     | 87    |       |
| 11. Januar | Hanns Blaschek                              | deutscher Verwaltungsbeamter und Maler                                                                          | 81    |       |
| 11. Januar | José Luis Bustamante y Rivero               | peruanischer Politiker, Rechtsanwalt und Schriftsteller                                                         | 94    |       |
| 11. Januar | Eugène Dussous                              | französischer Automobilrennfahrer                                                                               | 83    |       |
| 11. Januar | August Koern                                | estnischer Diplomat                                                                                             | 88    |       |
| 11. Januar | Wolfgang Mascher                            | deutscher Schauspieler und Synchronsprecher                                                                     | 41    |       |
| 11. Januar | Klaus Miesner                               | deutscher Handballspieler und Trainer                                                                           | 53    |       |
| 11. Januar | Eberhard Müller                             | deutscher evangelischer Theologe                                                                                | 82    |       |
| 12. Januar | Adil Candemir                               | türkischer Ringer                                                                                               |       |       |
| 12. Januar | Zygmunt Hübner                              | polnischer Theaterregisseur und Intendant                                                                       | 58    |       |
| 12. Januar | Hermann Kuprian                             | österreichischer Pädagoge und Schriftsteller                                                                    | 68    |       |
| 12. Januar | Willy Schneider                             | deutscher Volkssänger                                                                                           | 83    |       |
| 12. Januar | Hermine Speier                              | deutsche Klassische Archäologin                                                                                 | 90    |       |
| 12. Januar | Susanne Suhr                                | deutsche Politikerin (SPD), Mitglied des Abgeordnetenhauses von Berlin                                          | 95    |       |
| 13. Januar | Hermann Bartels                             | deutscher Architekt                                                                                             | 88    |       |
| 13. Januar | Ingolf Diederichs                           | deutsches Todesopfer der Berliner Mauer                                                                         | 24    |       |
| 13. Januar | Hans Elwenspoek                             | deutscher Schauspieler                                                                                          | 78    |       |
| 13. Januar | Charles Hornbostel                          | US-amerikanischer Mittelstreckenläufer                                                                          | 77    |       |
| 13. Januar | Hans Peter Klauser                          | Schweizer Fotograf                                                                                              | 78    |       |
| 13. Januar | Hiram McCallum                              | kanadischer Bürgermeister von Toronto                                                                           | 89    |       |
| 13. Januar | Miriam Singer                               | israelische Schriftstellerin, Lyrikerin, Journalistin, Übersetzerin und Kibbuz-Kindergärtnerin deutscher Spr... | 90    |       |
| 13. Januar | Joe Spinell                                 | US-amerikanischer Schauspieler und Zeichner                                                                     | 52    |       |
| 14. Januar | Joseph Borchmeyer                           | deutscher Jurist und Politiker (DNVP), MdR                                                                      | 90    |       |
| 14. Januar | Ämilian Kloiber                             | österreichischer Anthropologe und Ornithologe                                                                   | 78    |       |
| 14. Januar | Robert Lembke                               | deutscher Journalist und Fernsehmoderator                                                                       | 75    |       |
| 14. Januar | Alfredo Mazzone                             | italienischer Dramaturg und Regisseur                                                                           |       |       |
| 14. Januar | Odette Monard                               | französische Schwimmerin                                                                                        | 85    |       |
| 14. Januar | Dinah Nelken                                | deutsche Schriftstellerin und Drehbuchautorin                                                                   | 88    |       |
| 14. Januar | Nguyễn Văn Xuân                             | französisch-vietnamesischer General und Politiker                                                               | 96    |       |
| 14. Januar | Ilse Reicke                                 | deutsche Schriftstellerin, Journalistin und Feministin                                                          | 95    |       |
| 15. Januar | František Douda                             | tschechoslowakischer Leichtathlet                                                                               | 80    |       |
| 15. Januar | Ursula Gärtner                              | deutsche Politikerin (SPD), MdL                                                                                 | 87    |       |
| 15. Januar | Kalju Kangur                                | estnischer Dichter, Kinderbuchautor und Übersetzer                                                              | 63    |       |
| 15. Januar | Boris Lukitsch Laptew                       | russischer Mathematiker und Mathematikhistoriker                                                                | 83    |       |
| 15. Januar | Ernst Neger                                 | deutscher Dachdecker und Fastnachtssänger                                                                       | 80    |       |
| 15. Januar | Hermann Niehoff                             | deutscher Sportkegeler                                                                                          |       |       |
| 15. Januar | Oskar Polansky                              | österreichischer Chemiker                                                                                       | 69    |       |
| 15. Januar | Günther Reich                               | deutsch-israelischer Opernsänger (Bariton)                                                                      | 67    |       |
| 15. Januar | Suzuki Teiichi                              | japanischer Offizier und Politiker                                                                              | 100   |       |
| 16. Januar | Pierre Boileau                              | französischer Autor                                                                                             | 82    |       |
| 16. Januar | Josef Friedrich Doppelbauer                 | österreichischer Komponist                                                                                      | 70    |       |
| 16. Januar | Manfred Günther                             | deutscher Schauspieler                                                                                          | 53    |       |
| 16. Januar | Leopold Haefliger                           | Schweizer Künstler                                                                                              | 59    |       |
| 16. Januar | Walter Herkner                              | deutscher Offizier, zuletzt Generalmajor                                                                        | 60    |       |
| 16. Januar | Werner Jugold                               | deutscher Fußballspieler (DDR)                                                                                  | 63    |       |
| 16. Januar | Dmytro Luzenko                              | ukrainischer Dichter und Liedtexter der Estrada                                                                 | 67    |       |
| 16. Januar | Fredrik Meyer                               | norwegischer Segler                                                                                             | 72    |       |
| 16. Januar | Willemijn Posthumus-van der Goot            | niederländische Feministin                                                                                      | 91    |       |
| 16. Januar | Edmond Vanden Eynde                         | belgischer Leichtathletiktrainer                                                                                | 64    |       |
| 16. Januar | Trey Wilson                                 | US-amerikanischer Schauspieler                                                                                  | 40    |       |
| 17. Januar | Gordon L. Allott                            | US-amerikanischer Politiker                                                                                     | 82    |       |
| 17. Januar | Jossyp Hirnjak                              | ukrainischer und amerikanischer Schauspieler und Theaterregisseur                                               | 93    |       |
| 17. Januar | Helga Krause                                | deutsche Filmeditorin                                                                                           | 53    |       |
| 17. Januar | Werner Krieg                                | deutscher Bibliothekar                                                                                          | 80    |       |
| 17. Januar | Alfred Löffler                              | deutscher Politiker (CDU), Bürgermeister und MdL Baden-Württemberg                                              | 79    |       |
| 17. Januar | Georges Schehadé                            | libanesischer Dichter und Dramatiker                                                                            | 83    |       |
| 17. Januar | Josef Schepers                              | deutscher Volkskundler, Hausforscher, Museumsleiter und Hochschullehrer                                         | 80    |       |
| 17. Januar | Alfredo Zitarrosa                           | uruguayischer Sänger, Dichter und Journalist                                                                    | 52    |       |
| 18. Januar | Nils Axelsson                               | schwedischer Fußballspieler                                                                                     | 83    |       |
| 18. Januar | Bruce Chatwin                               | britischer Schriftsteller                                                                                       | 48    |       |
| 18. Januar | Emil Gutenkunst                             | deutscher Kommunalpolitiker                                                                                     | 85    |       |
| 18. Januar | Johannes Harms                              | deutscher Politiker (DP), MdL                                                                                   | 88    |       |
| 18. Januar | John D. Hickerson                           | US-amerikanischer Diplomat                                                                                      | 90    |       |
| 18. Januar | Bienna Pélégry                              | französische Schwimmerin                                                                                        | 89    |       |
| 19. Januar | Kurt Kodal                                  | österreichischer Kameraassistent, Filmproduktionsleiter und Filmproduzent                                       | 64    |       |
| 19. Januar | Diether Rudloff                             | deutscher Kunsthistoriker, Anthroposoph und Schriftsteller                                                      | 62    |       |
| 19. Januar | Willy Schlawe                               | deutscher Politiker (SPD), MdA                                                                                  | 87    |       |
| 19. Januar | Norma Varden                                | britische Schauspielerin                                                                                        | 90    |       |
| 19. Januar | Hans Wendler                                | deutscher Dampflokomotivkonstrukteur                                                                            | 83    |       |
| 20. Januar | Nuri Asan                                   | türkischer Fußballspieler                                                                                       | 49    |       |
| 20. Januar | Muzaffer Badalıoğlu                         | türkischer Fußballspieler und -trainer                                                                          | 28    |       |
| 20. Januar | Józef Cyrankiewicz                          | polnischer kommunistischer Politiker und Ministerpräsident                                                      | 77    |       |
| 20. Januar | Heinz Fehling                               | deutscher Werbegrafiker                                                                                         | 76    |       |
| 20. Januar | Ina Gschlössl                               | deutsche Theologin, Vorkämpferin für die Zulassung von Frauen zum evangelischen Pfarramt                        | 90    |       |
| 20. Januar | John Harding, 1. Baron Harding of Petherton | britischer Feldmarschall, Chef des Generalstabes                                                                | 92    |       |
| 20. Januar | Beatrice Lillie                             | kanadische Film- und Theaterschauspielerin                                                                      | 94    |       |
| 20. Januar | Alex Moore                                  | US-amerikanischer Keyboardspieler des Texas Blues                                                               | 89    |       |
| 20. Januar | Wenzel Profant                              | luxemburgischer Maler und Bildhauer                                                                             | 75    |       |
| 20. Januar | Halsey Stevens                              | US-amerikanischer Komponist und Musikwissenschaftler                                                            | 80    |       |
| 21. Januar | John F. Davidson                            | US-amerikanischer Offizier, Konteradmiral der US-Navy                                                           | 80    |       |
| 21. Januar | Nicolas Esquillan                           | französischer Bauingenieur                                                                                      | 86    |       |
| 21. Januar | Paul Friedl                                 | deutscher Schriftsteller                                                                                        | 86    |       |
| 21. Januar | Chris Greenham                              | britischer Toningenieur und Spezialeffektkünstler                                                               | 65    |       |
| 21. Januar | Franz Jahn                                  | deutscher Politiker (SED) und Gewerkschafter                                                                    | 79    |       |
| 21. Januar | Louise Hermina Carry May Koekkoek           | niederländische Bildhauerin und Malerin                                                                         | 90    |       |
| 21. Januar | Wilhelm Moufang                             | deutscher Jurist                                                                                                | 93    |       |
| 21. Januar | Nishiyama Hideo                             | japanischer Maler                                                                                               | 77    |       |
| 21. Januar | Billy Tipton                                | US-amerikanischer Jazzmusiker                                                                                   | 74    |       |
| 21. Januar | Harald Zusanek                              | österreichischer Schriftsteller                                                                                 | 67    |       |
| 22. Januar | Hannes Fischer                              | deutscher Schauspieler, Theaterregisseur und Theaterintendant                                                   | 63    |       |
| 22. Januar | Sydney Goldstein                            | britischer Mathematiker und Hydrodynamiker                                                                      | 85    |       |
| 22. Januar | Udo Illig                                   | österreichischer Politiker (ÖVP), Landtagsabgeordneter                                                          | 91    |       |
| 22. Januar | Diana Pizzavini                             | italienische Turnerin                                                                                           | 77    |       |
| 22. Januar | Michail Wassiljewitsch Possochin            | sowjetischer Architekt und Stadtplaner                                                                          | 78    |       |
| 22. Januar | Sándor Weöres                               | ungarischer Schriftsteller                                                                                      | 75    |       |
| 23. Januar | Salvador Dalí                               | spanischer Maler, Grafiker, Schriftsteller, Bildhauer und Bühnenbildner                                         | 84    |       |
| 23. Januar | Robert Gerhardt                             | US-amerikanischer Ruderer                                                                                       | 85    |       |
| 23. Januar | Emil Kijewski                               | deutscher Radrennfahrer                                                                                         | 77    |       |
| 23. Januar | Michael Layton, 2. Baron Layton             | britischer Peer und Politiker                                                                                   | 76    |       |
| 23. Januar | Arthur Lonergan                             | US-amerikanischer Filmarchitekt                                                                                 | 83    |       |
| 23. Januar | John Lyon-Dalberg-Acton, 3. Baron Acton     | britischer Peer                                                                                                 | 81    |       |
| 23. Januar | Hans Karl Meyer                             | deutscher Flottillenadmiral der Bundesmarine                                                                    | 90    |       |
| 23. Januar | Bert Schütt                                 | deutscher Fußballspieler, -trainer und -funktionär                                                              | 61    |       |
| 24. Januar | Arthur Brandt                               | deutscher Rechtsanwalt und Strafverteidiger                                                                     | 95    |       |
| 24. Januar | Ted Bundy                                   | US-amerikanischer Serienmörder                                                                                  | 42    |       |
| 24. Januar | Rudolf Dahmen                               | deutscher Journalist                                                                                            | 71    |       |
| 24. Januar | Matelo Ferret                               | französischer Gitarrist und Komponist                                                                           | 70    |       |
| 24. Januar | Roberto Figueroa                            | uruguayischer Fußballspieler                                                                                    | 84    |       |
| 24. Januar | Edgar Hobinka                               | deutscher Musikpädagoge und Volkskundler                                                                        | 83    |       |
| 24. Januar | Alois Nitsch                                | österreichischer General                                                                                        | 73    |       |
| 24. Januar | Sascha Putrja                               | sowjetische Jungkünstlerinl                                                                                     | 11    |       |
| 24. Januar | Michael Scott                               | irischer Architekt                                                                                              | 83    |       |
| 24. Januar | Les Spann                                   | US-amerikanischer Jazzmusiker (Gitarrist, Flötist und Bandleader)                                               | 56    |       |
| 24. Januar | Theodore B. Werner                          | US-amerikanischer Politiker                                                                                     | 96    |       |
| 24. Januar | Siegfried Wischnewski                       | deutscher Schauspieler                                                                                          | 66    |       |
| 25. Januar | Gustavo Adolfo Álvarez Martínez             | honduranischer Politiker                                                                                        |       |       |
| 25. Januar | David Basnett, Baron Basnett                | britischer Gewerkschafter, Life Peer                                                                            | 64    |       |
| 25. Januar | Ernst Graupner                              | deutscher Maler                                                                                                 | 71    |       |
| 25. Januar | Raymond Ndudi                               | kongolesischer Geistlicher, Bischof von Boma                                                                    |       |       |
| 25. Januar | Hlib Taranow                                | ukrainischer Komponist und Hochschullehrer                                                                      | 84    |       |
| 26. Januar | Morton DaCosta                              | US-amerikanischer Dramaturg, Filmregisseur, Filmproduzent und Schauspieler                                      | 74    |       |
| 26. Januar | Ferdinand Movers                            | deutscher Gynäkologe                                                                                            | 79    |       |
| 26. Januar | Mariano José Parra León                     | venezolanischer römisch-katholischer Geistlicher                                                                | 68    |       |
| 26. Januar | George Schroth                              | US-amerikanischer Wasserballspieler                                                                             | 89    |       |
| 27. Januar | Walther Amonn                               | italienischer Unternehmer, Mäzen und Politiker (Südtirol)                                                       | 90    |       |
| 27. Januar | Simón Febrer                                | spanischer Radrennfahrer                                                                                        | 93    |       |
| 27. Januar | Adolf Greifenhagen                          | deutscher Klassischer Archäologe und Museumsdirektor                                                            | 83    |       |
| 27. Januar | Olev Jõgi                                   | estnischer Literaturwissenschaftler und Übersetzer                                                              | 70    |       |
| 27. Januar | Willibald Kreß                              | deutscher Fußballspieler und -trainer                                                                           | 82    |       |
| 27. Januar | Thomas Sopwith                              | britischer Flugpionier, Unternehmer und Segelsportler                                                           | 101   |       |
| 27. Januar | Michel Virally                              | französischer Jurist                                                                                            | 67    |       |
| 28. Januar | Friedrich Ficker                            | österreichischer Politiker (SPÖ), Landtagsabgeordneter                                                          | 83    |       |
| 28. Januar | Blanche Funch                               | dänische Schauspielerin                                                                                         | 78    |       |
| 28. Januar | Werner Michaelis                            | deutscher Bildhauer                                                                                             | 81    |       |
| 28. Januar | László Papp                                 | ungarischer Ringer                                                                                              | 84    |       |
| 28. Januar | Friedrich Wilhelm von Rauchhaupt            | deutscher Rechtswissenschaftler                                                                                 | 107   |       |
| 28. Januar | Thrinle Lhündrub Chökyi Gyeltshen           | tibetischer Buddhist, erhielt als Siebter den Titel Penchen Lama und gilt als zehnter Penchen Lama der Gelug... | 50    |       |
| 28. Januar | Yamashina Yoshimaro                         | japanischer Ornithologe                                                                                         | 88    |       |
| 29. Januar | Berti Breuer-Weber                          | deutsche Autorin und Grafikerin                                                                                 | 77    |       |
| 29. Januar | O. A. Buck                                  | deutscher Schauspieler                                                                                          | 74    |       |
| 29. Januar | Federico Cantú Garza                        | mexikanischer Künstler                                                                                          | 81    |       |
| 29. Januar | Richmond Crinkley                           | US-amerikanischer Produzent und Theaterregisseur                                                                |       |       |
| 29. Januar | Johannes Donath                             | deutscher Kletterer und Bergsteiger, Gegner des Nationalsozialismus                                             | 82    |       |
| 29. Januar | Leslie Halliwell                            | britischer Autor, Filmjournalist, Filmkritiker und Filmhistoriker                                               | 59    |       |
| 29. Januar | Walter Heidrich                             | deutscher Schauspieler und Theaterleiter                                                                        | 83    |       |
| 29. Januar | Fritz Hug                                   | Schweizer Maler                                                                                                 | 67    |       |
| 29. Januar | Halina Konopacka                            | polnische Leichtathletin                                                                                        | 88    |       |
| 29. Januar | Edith Rothe                                 | deutsche Bibliothekarin, Autorin und Publizistin                                                                | 91    |       |
| 30. Januar | Alfons Jaime de Borbón                      | spanischer Adeliger, Infant von Spanien, Herzog von Anjou und Cádiz                                             | 52    |       |
| 30. Januar | Georg Heuser                                | deutscher Kriminalist und SS-Obersturmführer                                                                    | 75    |       |
| 30. Januar | Friedrich Solmsen                           | US-amerikanischer klassischer Philologe deutscher Herkunft                                                      | 84    |       |
| 30. Januar | Ruth Shaw Wylie                             | US-amerikanische Komponistin und Musikpädagogin                                                                 | 72    |       |
| 30. Januar | Theo Zwierski                               | deutscher Filmarchitekt und Szenenbildner beim Fernsehen                                                        | 77    |       |
| 31. Januar | Akutagawa Yasushi                           | japanischer Komponist                                                                                           | 63    |       |
| 31. Januar | Ty Anderson                                 | US-amerikanischer Eishockeyspieler                                                                              | 80    |       |
| 31. Januar | Friedrich Bundtzen                          | deutscher Formgestalter und Glasdesigner                                                                        | 78    |       |
| 31. Januar | Jean Dickenson                              | US-amerikanische Sängerin                                                                                       | 74    |       |
| 31. Januar | Fernando Namora                             | portugiesischer Schriftsteller                                                                                  | 69    |       |
| 31. Januar | Eugene Staley                               | US-amerikanischer Ökonom                                                                                        | 82    |       |
| 31. Januar | William Stephenson                          | kanadischer Soldat, Pilot, Geschäftsmann, Erfinder, leitender Geheimdienstler für das Vereinigte Königreich     | 92    |       |
| Januar     | Franz Riegler                               | österreichischer Fußballspieler                                                                                 | 73    |       |

## Februar
| Tag         | Name                                    | Beruf, bekannt als                                                                                             | Alter | Beleg |
| ----------- | --------------------------------------- | --- | ----- | ----- |
| 1. Februar  | Hubert Ausböck                          | deutscher Boxer                                                                                                | 80    |       |
| 1. Februar  | Karel Bodlák                            | tschechischer Literaturkritiker, Dichter und Lehrer                                                            | 85    |       |
| 1. Februar  | Blaze Foley                             | US-amerikanischer Singer-Songwriter                                                                            | 39    |       |
| 1. Februar  | John D. Keith                           | Kinderkardiologe                                                                                               | 80    |       |
| 1. Februar  | Elaine de Kooning                       | US-amerikanische Malerin des Abstrakten Expressionismus                                                        | 70    |       |
| 1. Februar  | Erik Persson                            | schwedischer Fußballspieler                                                                                    | 79    |       |
| 1. Februar  | John Ulam                               | US-amerikanischer Metallurg und Unternehmer                                                                    | 64    |       |
| 2. Februar  | Carlo Egidi                             | italienischer Filmarchitekt                                                                                    | 70    |       |
| 2. Februar  | Rudibert Jacobi                         | deutscher Fußballschiedsrichter                                                                                | 61    |       |
| 2. Februar  | Ondrej Nepela                           | tschechoslowakischer Eiskunstläufer und Eiskunstlauftrainer                                                    | 38    |       |
| 2. Februar  | Arnold Nordmeyer                        | neuseeländischer Pfarrer der Presbyterian Church of Aotearoa New Zealand, Politiker (New Zealand Labour Party) | 87    |       |
| 2. Februar  | Nuno Oliveira                           | portugiesischer Reitmeister und Autor                                                                          | 63    |       |
| 2. Februar  | Karl Schulz                             | deutscher Politiker (NSDAP), MdR                                                                               | 83    |       |
| 2. Februar  | Walter M. Scott                         | US-amerikanischer Szenenbildner                                                                                | 82    |       |
| 2. Februar  | Oliver Sipple                           | US-amerikanischer Veteran des Vietnamkrieges, Lebensretter des Präsidenten Gerald Ford                         | 47    |       |
| 2. Februar  | Helmut Wirth                            | deutscher Musikwissenschaftler und Komponist                                                                   | 76    |       |
| 3. Februar  | John Cassavetes                         | US-amerikanischer Schauspieler und Regisseur                                                                   | 59    |       |
| 3. Februar  | Joan Grant                              | englische Schriftstellerin                                                                                     | 81    |       |
| 3. Februar  | Conny Jepsen                            | dänischer Badmintonspieler                                                                                     | 68    |       |
| 3. Februar  | Ebbe Langberg                           | dänischer Schauspieler und Regisseur                                                                           | 55    |       |
| 3. Februar  | Wilhelm Lossos                          | deutscher Richter und Präsident des Bayerischen Verfassungsgerichtshofes                                       | 73    |       |
| 3. Februar  | Kim Sung-jun                            | südkoreanischer Boxer im Halbfliegengewicht                                                                    | 35    |       |
| 3. Februar  | Robert Mohr                             | deutscher SS-Obersturmbannführer, Kommandeur des Einsatzkommandos 6 der Einsatzgruppe C                        | 79    |       |
| 3. Februar  | Lionel Newman                           | US-amerikanischer Filmkomponist, Musikdirektor und Dirigent                                                    | 73    |       |
| 3. Februar  | Gerda Ritschel-Beurlin                  | deutsche Apothekerin                                                                                           | 61    |       |
| 3. Februar  | Rolf Robischon                          | deutscher Architekt                                                                                            | 81    |       |
| 4. Februar  | Heinrich Wilhelm Brinkmann              | US-amerikanischer Mathematiker                                                                                 | 90    |       |
| 4. Februar  | Jethro Burns                            | US-amerikanischer Bluegrass- und Countrymusiker                                                                | 68    |       |
| 4. Februar  | Harry Güthert                           | österreichisch-deutscher Pathologe und Rektor der Medizinischen Akademie Erfurt                                | 76    |       |
| 4. Februar  | Thorkild Hansen                         | dänischer Schriftsteller                                                                                       | 62    |       |
| 4. Februar  | Trevor Lucas                            | australisch-britischer Folksänger und -gitarrist                                                               | 45    |       |
| 4. Februar  | Hans Müller                             | Schweizer Staatsbeamter                                                                                        | 63    |       |
| 4. Februar  | Gustav Niermann                         | deutscher Landwirt und Politiker (CDU), MdL                                                                    | 69    |       |
| 4. Februar  | Willi Vogel                             | deutscher Politiker (SPD) und Verlagsleiter                                                                    | 78    |       |
| 4. Februar  | Ferris Webster                          | US-amerikanischer Filmeditor                                                                                   | 76    |       |
| 5. Februar  | André Cheuva                            | französischer Fußballspieler und -trainer                                                                      | 80    |       |
| 5. Februar  | Fré Focke                               | niederländischer Pianist und Komponist                                                                         | 78    |       |
| 5. Februar  | Levin von Gumppenberg                   | deutscher Kunsthistoriker, Jurist und Ministerialbeamter                                                       | 81    |       |
| 5. Februar  | Wim Hogenkamp                           | niederländischer Schauspieler, Liedtexter und Sänger                                                           | 41    |       |
| 5. Februar  | Rudolf Peschel                          | deutscher Maler und Grafiker                                                                                   | 57    |       |
| 5. Februar  | Ludwig Schwarzer                        | österreichischer Maler                                                                                         | 76    |       |
| 5. Februar  | Adriano Soldini                         | Schweizer Pädagoge und Schriftsteller                                                                          | 67    |       |
| 6. Februar  | Joseph L. Carrigg                       | US-amerikanischer Politiker                                                                                    | 87    |       |
| 6. Februar  | André Cayatte                           | französischer Filmregisseur                                                                                    | 80    |       |
| 6. Februar  | Max Gutzwiller                          | Schweizer Jurist                                                                                               | 99    |       |
| 6. Februar  | Beat Jäggi                              | Schweizer Mundartdichter                                                                                       | 73    |       |
| 6. Februar  | King Tubby                              | jamaikanischer Reggae-Musiker                                                                                  | 48    |       |
| 6. Februar  | Otto Ernst Pfleiderer                   | deutscher Ökonom und Zentralbankpolitiker                                                                      | 85    |       |
| 6. Februar  | Barbara Tuchman                         | US-amerikanische Reporterin und Autorin                                                                        | 77    |       |
| 6. Februar  | Hubert Zankl                            | österreichischer Politiker (SPÖ), Abgeordneter zum Nationalrat                                                 | 77    |       |
| 6. Februar  | Antoni Łaciak                           | polnischer Skispringer                                                                                         | 49    |       |
| 7. Februar  | Willem Elenbaas                         | niederländischer Physiker                                                                                      | 82    |       |
| 7. Februar  | Rudolf Fitz                             | sudetendeutscher Archivar                                                                                      | 83    |       |
| 7. Februar  | Erich Keßler                            | deutscher Ministerialbeamter                                                                                   | 89    |       |
| 7. Februar  | Rudolf Kuhk                             | deutscher Ornithologe                                                                                          | 87    |       |
| 07. Februar | Adolf Martignoni                        | Schweizer Eishockeyspieler                                                                                     | 79    |       |
| 7. Februar  | James T. Patterson                      | US-amerikanischer Politiker                                                                                    | 80    |       |
| 7. Februar  | Giorgio Petrocchi                       | italienischer Italianist, Mediävist und Literaturwissenschaftler                                               | 67    |       |
| 7. Februar  | Gilbert Simondon                        | französischer Philosoph                                                                                        | 64    |       |
| 8. Februar  | Heinz Bormann                           | ostdeutscher Modeschöpfer                                                                                      | 70    |       |
| 8. Februar  | Manfred Schermutzki                     | deutscher Schauspieler, Hörspiel- und Synchronsprecher                                                         | 55    |       |
| 8. Februar  | Lothar Wickert                          | deutscher Althistoriker                                                                                        | 88    |       |
| 9. Februar  | Lothar Bortenreuter                     | deutscher Architekt und Stadtplaner in der DDR                                                                 | 61    |       |
| 9. Februar  | Hermann Conring                         | deutscher Politiker (CDU), MdL, MdB                                                                            | 94    |       |
| 9. Februar  | Karl Götz                               | deutscher, nationalsozialistischer Schriftsteller, Lehrer und Kulturfunktionär                                 | 85    |       |
| 9. Februar  | Adolf Hasenöhrl                         | deutscher Politiker (SPD), MdL                                                                                 | 77    |       |
| 9. Februar  | Piero Rismondo                          | österreichischer Schriftsteller                                                                                | 83    |       |
| 9. Februar  | Heinrich Steinborn                      | deutscher Gewichtheber und US-amerikanischer Wrestler                                                          | 94    |       |
| 9. Februar  | Osamu Tezuka                            | japanischer Arzt und Manga-Zeichner                                                                            | 60    |       |
| 10. Februar | Edith Weyde                             | Chemikerin und Erfinderin                                                                                      | 87    |       |
| 11. Februar | Hanswilly Bernartz                      | deutscher Rechtsanwalt und Maler                                                                               | 77    |       |
| 11. Februar | Charles L. Bolte                        | US-amerikanischer Offizier, General der US Army                                                                | 93    |       |
| 11. Februar | T. E. B. Clarke                         | englischer Drehbuchautor                                                                                       | 81    |       |
| 11. Februar | Leon Festinger                          | US-amerikanischer Sozialpsychologe                                                                             | 69    |       |
| 11. Februar | Roland Gross                            | US-amerikanischer Filmeditor                                                                                   | 80    |       |
| 11. Februar | Schemaryahu Gurary                      | Rabbiner der jüdischen Chabad-Bewegung                                                                         | 91    |       |
| 11. Februar | Ernst Köppen                            | deutscher Politiker (SPD), MdA                                                                                 | 70    |       |
| 11. Februar | George O’Hanlon                         | US-amerikanischer Schauspieler, Drehbuchautor und Synchronsprecher                                             | 76    |       |
| 12. Februar | Thomas Bernhard                         | österreichischer Schriftsteller                                                                                | 58    |       |
| 12. Februar | Eduard Bräsecke                         | deutscher Leichtathlet                                                                                         | 83    |       |
| 12. Februar | Attilio Dottesio                        | italienischer Schauspieler                                                                                     | 79    |       |
| 12. Februar | Pat Finucane                            | nordirischer Rechtsanwalt, von loyalistischen Paramilitärs ermordet                                            | 39    |       |
| 12. Februar | Kurt Kleinschmidt                       | deutscher Jurist im Bankwesen                                                                                  | 84    |       |
| 12. Februar | Reinhold Voll                           | deutscher Arzt                                                                                                 | 79    |       |
| 13. Februar | Richard Gessner                         | deutscher Maler und Mitbegründer des Künstlerkreises Das Junge Rheinland                                       | 94    |       |
| 13. Februar | Wayne Hays                              | US-amerikanischer Politiker (Demokratische Partei)                                                             | 77    |       |
| 13. Februar | Willy Rutsch                            | deutscher Politiker (CDU), MdL, thüringischer Minister für Handel und Versorgung                               | 84    |       |
| 14. Februar | James Bond                              | US-amerikanischer Ornithologe                                                                                  | 89    |       |
| 14. Februar | Vincent Crane                           | britischer Rockmusiker (Piano, Keyboard)                                                                       | 45    |       |
| 14. Februar | Duncan Gregg                            | US-amerikanischer Ruderer                                                                                      | 78    |       |
| 14. Februar | Florence Guggenheim-Grünberg            | schweizerische jüdische Aktivistin und Kulturhistorikerin                                                      | 90    |       |
| 14. Februar | Wolfgang E. Struck                      | deutscher Schauspieler, Regisseur und Intendant                                                                | 68    |       |
| 15. Februar | Hüseyin Akbaş                           | türkischer Ringer                                                                                              |       |       |
| 15. Februar | Robert Lefebvre                         | französischer Kameramann                                                                                       | 81    |       |
| 15. Februar | Wolfgang Pahncke                        | deutscher Hochschullehrer und Sporthistoriker                                                                  | 67    |       |
| 15. Februar | Antonio Provenzani                      | italienischer Ruderer                                                                                          | 82    |       |
| 15. Februar | Mijo Škvorc                             | jugoslawischer Ordensgeistlicher, Weihbischof in Zagreb                                                        | 69    |       |
| 16. Februar | Ida Ehre                                | österreichisch-deutsche Schauspielerin und Theaterleiterin                                                     | 88    |       |
| 16. Februar | Arne Jørgensen                          | dänischer Turner                                                                                               | 91    |       |
| 16. Februar | Mehmet Ali Keskiner                     | türkischer General                                                                                             |       |       |
| 16. Februar | Paco Lagerstrom                         | schwedisch-US-amerikanischer Mathematiker                                                                      | 74    |       |
| 17. Februar | Rudolf Brill                            | deutscher Chemiker und Hochschullehrer                                                                         | 89    |       |
| 17. Februar | Ian Fraser, Baron Fraser of Tullybelton | britischer Richter                                                                                             | 78    |       |
| 17. Februar | Lefty Gomez                             | US-amerikanischer Baseballspieler                                                                              | 80    |       |
| 17. Februar | August Groel                            | deutscher Spanienkämpfer (KPD) und Widerstandskämpfer                                                          | 91    |       |
| 17. Februar | Dina Halpern                            | polnisch-jüdische Schauspielerin                                                                               | 79    |       |
| 17. Februar | Adalbert Jaschinski                     | deutscher Maler und Grafiker                                                                                   | 83    |       |
| 17. Februar | Guy Laroche                             | französischer Modeschöpfer                                                                                     | 67    |       |
| 17. Februar | Hans Mau                                | deutscher Grafiker, Maler, Karikaturist und Buchillustrator                                                    | 73    |       |
| 17. Februar | Mo Yingfeng                             | chinesischer Schriftsteller                                                                                    | 51    |       |
| 17. Februar | Marguerite Roberts                      | US-amerikanische Drehbuchautorin                                                                               | 83    |       |
| 17. Februar | Hanne Sobek                             | deutscher Fußballspieler und -trainer                                                                          | 88    |       |
| 17. Februar | Jan Vreede                              | niederländischer Segler                                                                                        | 89    |       |
| 18. Februar | John Bailey                             | britischer Schauspieler                                                                                        | 74    |       |
| 18. Februar | Alfonso De Franciscis                   | italienischer Klassischer Archäologe                                                                           | 73    |       |
| 18. Februar | Roger Desponds                          | Schweizer Manager                                                                                              | 70    |       |
| 18. Februar | Ernst Dietz                             | deutscher Schauspieler, Theaterregisseur und -intendant, Bühnenautor und Hörspielsprecher                      | 72    |       |
| 18. Februar | Robert Kerns                            | amerikanischer Bariton                                                                                         | 56    |       |
| 18. Februar | Jorge Ortiz                             | argentinischer Tangosänger                                                                                     | 76    |       |
| 19. Februar | Antonie Bitsch                          | deutsche Malerin                                                                                               | 76    |       |
| 19. Februar | Egon T. Degens                          | deutscher Geologe                                                                                              | 60    |       |
| 19. Februar | Wyman Guin                              | amerikanischer Science-Fiction-Autor                                                                           | 73    |       |
| 19. Februar | Oswald Haller                           | österreichischer Grafiker und Maler                                                                            | 80    |       |
| 19. Februar | Rafael Martínez Sansegundo              | spanischer Basketballspieler                                                                                   | 24    |       |
| 19. Februar | Alexander Iwanowitsch Medwedkin         | russischer Filmregisseur der russischen Avantgarde                                                             | 88    |       |
| 19. Februar | Helmut Richtering                       | deutscher Archivar                                                                                             | 67    |       |
| 19. Februar | Walter Schwabedissen                    | deutscher General                                                                                              | 92    |       |
| 20. Februar | Karl Dörich                             | deutscher Architekt, Städteplaner und Stadtdirektor                                                            | 88    |       |
| 20. Februar | Karl Jäger                              | deutscher Politiker (SPD), MdA                                                                                 | 73    |       |
| 20. Februar | Erika Köth                              | deutsche Opernsängerin (Sopran)                                                                                | 63    |       |
| 20. Februar | Betty Mars                              | französische Sängerin und Schauspielerin                                                                       | 44    |       |
| 20. Februar | Manuel Rosas                            | mexikanischer Fußballspieler                                                                                   | 76    |       |
| 21. Februar | Valentín Beperet                        | chilenischer Fußballspieler                                                                                    | 62    |       |
| 21. Februar | Rudolf Englert                          | deutscher Maler                                                                                                | 67    |       |
| 21. Februar | Werner Pöls                             | deutscher Historiker und Politiker (CDU), MdL                                                                  | 62    |       |
| 21. Februar | Paul Seitz                              | deutscher Architekt, Stadtplaner und Baubeamter                                                                | 77    |       |
| 21. Februar | Otar Taktakischwili                     | georgischer Komponist                                                                                          | 64    |       |
| 21. Februar | Alex Thépot                             | französischer Fußballtorhüter                                                                                  | 82    |       |
| 21. Februar | Mosche Unna                             | israelischer Rabbiner und Politiker                                                                            | 86    |       |
| 22. Februar | Karl Althaus                            | deutscher Politiker, Oberbürgermeister von Siegen (1966–1975)                                                  | 65    |       |
| 22. Februar | Moisés da Costa Amaral                  | osttimoresischer Politiker                                                                                     | 50    |       |
| 22. Februar | Giuseppe Catalfamo                      | italienischer Erziehungswissenschaftler                                                                        | 67    |       |
| 22. Februar | Nadeschda Nikolajewna Koschewerowa      | russische bzw. sowjetische Regisseurin                                                                         | 86    |       |
| 22. Februar | Sándor Márai                            | ungarischer Schriftsteller                                                                                     | 88    |       |
| 22. Februar | Irmgard Neumann                         | deutsche DBD-Funktionärin; Mitglied des Staatsrats der DDR                                                     | 63    |       |
| 22. Februar | Hans Werner                             | deutscher Politiker (CSU)                                                                                      | 76    |       |
| 22. Februar | Hannes Westermann                       | deutscher Architekt                                                                                            | 76    |       |
| 22. Februar | Abel Wolman                             | US-amerikanischer Ingenieur                                                                                    | 96    |       |
| 23. Februar | Alfred Dallinger                        | österreichischer Politiker (SPÖ), Abgeordneter zum Nationalrat                                                 | 62    |       |
| 23. Februar | Hans Hellmut Kirst                      | deutscher Schriftsteller                                                                                       | 74    |       |
| 23. Februar | José Romão Martenetz                    | brasilianischer Geistlicher, griechisch-katholischer Bischof der Eparchie São João Batista em Curitiba         | 86    |       |
| 23. Februar | Paul Spinat                             | deutscher Unternehmer                                                                                          | 84    |       |
| 24. Februar | Teddy Brannon                           | US-amerikanischer Blues- und Jazzpianist                                                                       | 72    |       |
| 24. Februar | Norris Cotton                           | US-amerikanischer Politiker                                                                                    | 88    |       |
| 24. Februar | Paulaseer Lawrie                        | indischer Prediger                                                                                             | 68    |       |
| 24. Februar | Hans Pfannmüller                        | deutscher Karikaturist                                                                                         | 72    |       |
| 24. Februar | Iwan Alexandrowitsch Terskow            | russischer Biophysiker und Hochschullehrer                                                                     | 70    |       |
| 25. Februar | Paula Banholzer                         | deutsche Erzieherin, Bertolt Brechts erste Jugendliebe                                                         | 87    |       |
| 25. Februar | Jacobus Haring                          | niederländischer Großmeister der Schachkomposition                                                             | 75    |       |
| 25. Februar | Margo Lion                              | französische Diseuse und Schauspielerin                                                                        | 89    |       |
| 26. Februar | Jost Blöchliger                         | Schweizer Kunstmaler                                                                                           | 54    |       |
| 26. Februar | Lloyd William Daly                      | US-amerikanischer Klassischer Philologe                                                                        | 78    |       |
| 26. Februar | Roy Eldridge                            | US-amerikanischer Jazztrompeter                                                                                | 78    |       |
| 26. Februar | Walter Feiler                           | deutscher Geigenbauer                                                                                          | 83    |       |
| 26. Februar | Reunald Jones                           | US-amerikanischer Jazz-Trompeter                                                                               | 78    |       |
| 26. Februar | Hans Klüver                             | deutscher Schachkomponist                                                                                      | 87    |       |
| 26. Februar | Mouloud Mammeri                         | algerisch-kabylischer Schriftsteller, Anthropologe und Sprachwissenschaftler                                   | 71    |       |
| 26. Februar | Eloi Meulenberg                         | belgischer Radrennfahrer                                                                                       | 76    |       |
| 26. Februar | Melvin Moore                            | US-amerikanischer Jazz-Trompeter und Sänger                                                                    | 65    |       |
| 26. Februar | Jupp Schlaf                             | deutscher Tischtennisfunktionär und -spieler                                                                   | 69    |       |
| 27. Februar | Paul Oswald Ahnert                      | deutscher Astronom                                                                                             | 91    |       |
| 27. Februar | Göran Larsson                           | schwedischer Freistil- und Rückenschwimmer                                                                     | 56    |       |
| 27. Februar | Konrad Lorenz                           | österreichischer Biologe (Verhaltensforscher) und Nobelpreisträger für Medizin                                 | 85    |       |
| 27. Februar | Ambrogio Marchioni                      | italienischer Geistlicher, römisch-katholischer Erzbischof und vatikanischer Diplomat                          | 77    |       |
| 27. Februar | Bas Paauwe                              | niederländischer Fußballspieler                                                                                | 77    |       |
| 27. Februar | Boris Michailowitsch Skossyrew          | russischer Adeliger, der kurzfristig als Boris I. in Andorra herrschte                                         | 89    |       |
| 27. Februar | Ulrich Weiss                            | deutscher Bundesrichter, Präsident des Bundespatentgerichts                                                    | 87    |       |
| 28. Februar | Karl Anderson                           | US-amerikanischer Leichtathlet                                                                                 | 88    |       |
| 28. Februar | Katharina Braun                         | deutsche Lehrerin, Grafikerin und Malerin                                                                      | 94    |       |
| 28. Februar | Bernard B. Brodie                       | britischer Biochemiker und Pharmakologe                                                                        | 81    |       |
| 28. Februar | Wilhelm Wolfgang Bröll                  | deutscher Science-Fiction-Autor                                                                                | 75    |       |
| 28. Februar | Franz Budig                             | österreichischer Bildhauer                                                                                     | 81    |       |
| 28. Februar | Hermann Burger                          | Schweizer Germanist und Schriftsteller                                                                         | 46    |       |
| 28. Februar | Antônio Ferreira de Macedo              | brasilianischer Ordensgeistlicher, römisch-katholischer Koadjutorerzbischof von Aparecida                      | 86    |       |
| 28. Februar | Alexander Golling                       | deutscher Schauspieler                                                                                         | 83    |       |
| 28. Februar | Aurélio Buarque de Holanda Ferreira     | brasilianischer Romanist und Lexikograf                                                                        | 78    |       |
| 28. Februar | Wladimir Horbowski                      | georgisch-deutscher Klavierpädagoge                                                                            | 84    |       |
| 28. Februar | Douglas Kendrew                         | britischer Rugbyspieler und Offizier                                                                           | 78    |       |
| 28. Februar | T. Krishnamacharya                      | indischer Yoga-Lehrer                                                                                          | 100   |       |
| 28. Februar | Billy Moore                             | US-amerikanischer Jazzpianist und Arrangeur                                                                    | 71    |       |
| 28. Februar | Heinrich Schröder                       | deutscher Landwirt und Politiker (DP, CDU), MdL, MdB                                                           | 79    |       |
| 28. Februar | Albin Siekierski                        | polnischer Schriftsteller und Politiker, Mitglied des Sejm                                                     | 68    |       |
| 28. Februar | Georg Strickrodt                        | deutscher Politiker (CDU), MdL                                                                                 | 86    |       |
| 28. Februar | Hans Trommer                            | Schweizer Filmregisseur                                                                                        | 84    |       |
| Februar     | Ted Bramley                             | britischer Politiker (Kommunistische Partei Großbritanniens)                                                   |       |       |
| Februar     | Arthur Brasgalla                        | US-amerikanischer Militär                                                                                      | 85    |       |
| Februar     | Moses Mudavadi                          | kenianischer Politiker, Generalsekretär der Staatspartei KANU                                                  |       |       |
| Februar     | Dudley Wilkins                          | US-amerikanischer Dreispringer                                                                                 | 74    |       |

## März
| Tag      | Name                            | Beruf, bekannt als                                                                               | Alter | Beleg |
| -------- | ------------------------------- | ------------------------------------------------------------------------------------------------ | ----- | ----- |
| 1. März  | Joseph Boudon                   | französischer Radrennfahrer                                                                      | 51    |       |
| 1. März  | André Muffang                   | französischer Schachspieler                                                                      | 91    |       |
| 1. März  | Vasantrao Patil                 | indischer Politiker                                                                              | 71    |       |
| 1. März  | Odie Payne                      | US-amerikanischer Blues-Schlagzeuger                                                             | 62    |       |
| 1. März  | Ernst Wilm                      | deutscher Pfarrer und Kirchenfunktionär                                                          | 87    |       |
| 2. März  | Gert Adriani                    | deutscher Kunsthistoriker                                                                        | 81    |       |
| 2. März  | Thea Maass                      | deutsche Tänzerin, Ballettmeisterin, Tanzpädagogin und Choreografin                              | 80    |       |
| 2. März  | Lew Potjomkin                   | sowjetischer Schauspieler und Synchronsprecher                                                   | 83    |       |
| 2. März  | Ernst Wolf                      | deutscher Politiker (SED), Staatssekretär, stellvertretender OB von Ostberlin                    | 81    |       |
| 3. März  | Sylta Busse                     | deutsche Kostümbildnerin                                                                         | 82    |       |
| 3. März  | Karl Emig                       | deutscher Konditor, MdL (CDU)                                                                    | 86    |       |
| 3. März  | Karl Felderer                   | italienischer Bergsteiger und Poet (Südtirol)                                                    | 93    |       |
| 3. März  | Richard B. Morris               | US-amerikanischer Historiker                                                                     | 84    |       |
| 3. März  | Stanisław Szmajzner             | polnischer Holocaustüberlebender und Buchautor                                                   | 61    |       |
| 4. März  | Tiny Grimes                     | US-amerikanischer Jazz- und R&B-Musiker                                                          | 72    |       |
| 4. März  | Wiktor Wassiljewitsch Nikiforow | russischer Eishockeyspieler und -trainer                                                         | 57    |       |
| 4. März  | Günter Riesebrodt               | deutscher Politiker (CDU), Rechtsanwalt und Notar                                                | 77    |       |
| 4. März  | Wolf Schenke                    | deutscher Journalist und Publizist                                                               | 74    |       |
| 4. März  | Sheriff S. Sisay                | gambischer Politiker                                                                             |       |       |
| 4. März  | Klaus Steiger                   | Schweizer Schauspieler                                                                           | 69    |       |
| 5. März  | Hans-Reinhard Müller            | deutscher Schauspieler, Regisseur und Intendant                                                  | 67    |       |
| 5. März  | Egon Reimers                    | deutscher Theaterschauspieler                                                                    | 60    |       |
| 5. März  | Max Rieger                      | deutscher Fußballtorhüter                                                                        | 85    |       |
| 6. März  | Harry Andrews                   | britischer Theater- und Filmschauspieler                                                         | 77    |       |
| 6. März  | Hans-Joachim Hannemann          | deutscher Ruderer                                                                                | 73    |       |
| 6. März  | Wolfgang Haußmann               | deutscher Politiker (FDP/DVP), MdL, Justizminister Baden-Württemberg                             | 85    |       |
| 6. März  | Wolfgang Höpker                 | deutscher Journalist und Publizist                                                               | 80    |       |
| 7. März  | Gi Hyeong-do                    | südkoreanischer Lyriker                                                                          | 29    |       |
| 7. März  | Otto Küster                     | deutscher Jurist und Antifaschist                                                                | 82    |       |
| 7. März  | Roger-Patrice Pelat             | französischer Unternehmer                                                                        | 70    |       |
| 7. März  | Otto Stenzel                    | deutscher Musiker, Filmkomponist und Bandleader                                                  | 85    |       |
| 7. März  | Karel Velebný                   | tschechischer Musikpädagoge und Jazzmusiker                                                      | 57    |       |
| 8. März  | Alfred Balthoff                 | deutscher Schauspieler und Synchronsprecher                                                      | 83    |       |
| 8. März  | Jelisaweta Iwanowna Bykowa      | sowjetische Schachspielerin und Schachweltmeisterin                                              | 75    |       |
| 8. März  | Winfried Freudenberg            | deutscher DDR-Flüchtling und letztes Opfer der Berliner Mauer                                    | 32    |       |
| 8. März  | Stuart Hamblen                  | US-amerikanischer Country-Sänger und Songwriter                                                  | 80    |       |
| 8. März  | Josef Karl                      | österreichischer Politiker (SPÖ), Landtagsabgeordneter                                           | 66    |       |
| 8. März  | Günther Oberdorfer              | österreichischer Elektrotechniker                                                                | 89    |       |
| 8. März  | Albert De Roocker               | belgischer Florettfechter                                                                        | 85    |       |
| 8. März  | Luigi Rovati                    | italienischer Boxer                                                                              | 84    |       |
| 8. März  | Herbert Wotte                   | deutscher Pädagoge, Zeichner, Schriftsteller und Heimatforscher                                  | 79    |       |
| 9. März  | Friedrich Degeler               | deutscher Politiker (CDU), MdL                                                                   | 86    |       |
| 9. März  | Miguel Gual Agustina            | spanischer Fußballspieler                                                                        | 77    |       |
| 9. März  | Robert Keil                     | österreichischer Maler, Bildhauer und Graphiker                                                  | 83    |       |
| 9. März  | Richard Krotschak               | österreichischer Cellist und Musikpädagoge                                                       | 84    |       |
| 9. März  | Robert Mapplethorpe             | US-amerikanischer Fotograf                                                                       | 42    |       |
| 9. März  | Sam Melville                    | US-amerikanischer Schauspieler                                                                   | 52    |       |
| 9. März  | Hilda Strike                    | kanadische Leichtathletin                                                                        | 78    |       |
| 9. März  | Karl Anton Wolf                 | österreichischer Maler und Bildhauer                                                             | 80    |       |
| 10. März | Cläre Barwitzky                 | deutsche Seelsorgehelferin und Gerechte unter den Völkern                                        | 75    |       |
| 10. März | Maurizio Merli                  | italienischer Schauspieler                                                                       | 49    |       |
| 11. März | Heinrich Bachelin               | deutscher Jurist                                                                                 | 88    |       |
| 11. März | Joseph Ferriola                 | italo-amerikanischer Mafioso und Oberhaupt des Chicago Outfit                                    | 61    |       |
| 11. März | Dora Hennig                     | deutsche Politikerin (SPD)                                                                       | 86    |       |
| 11. März | James Kee                       | US-amerikanischer Politiker                                                                      | 71    |       |
| 11. März | John Jay McCloy                 | US-amerikanischer Jurist und Politiker, Hoher Kommissar seines Landes in Deutschland (1949–1952) | 93    |       |
| 11. März | Hans Reuther                    | deutscher Architekturhistoriker und Bauforscher                                                  | 68    |       |
| 11. März | Carl Schmidt                    | deutscher Geistlicher, Weihbischof in Trier                                                      | 76    |       |
| 11. März | Robert Wachs                    | deutscher Politiker (CDU), Mitglied des Abgeordnetenhauses von Berlin                            | 67    |       |
| 12. März | Maurice Evans                   | britisch-US-amerikanischer Schauspieler und Filmproduzent                                        | 87    |       |
| 12. März | Jakob Heusser                   | Schweizer Politiker (BGB)                                                                        | 93    |       |
| 12. März | Albert von Metzler              | deutscher Bankier                                                                                | 90    |       |
| 12. März | Kiyoshi Mutō                    | japanischer Bauingenieur                                                                         | 86    |       |
| 12. März | John Noel                       | britischer Bergsteiger, Fotograf, Filmemacher und Sachbuchautor                                  | 99    |       |
| 13. März | Carl Dahlhaus                   | deutscher Musikwissenschaftler                                                                   | 60    |       |
| 13. März | Helmut Kaiserling               | deutscher Pathologe                                                                              | 82    |       |
| 13. März | John Ralph Koch                 | US-amerikanischer Chemiker                                                                       | 90    |       |
| 13. März | Ulrich Mann                     | deutscher evangelischer systematischer Theologe                                                  | 73    |       |
| 13. März | Jo Mommers                      | niederländischer Fußballspieler                                                                  | 61    |       |
| 13. März | Emin Fahrettin Özdilek          | türkischer General, Politiker und Ministerpräsident der Türkei                                   |       |       |
| 13. März | James G. O’Hara                 | US-amerikanischer Politiker                                                                      | 63    |       |
| 13. März | Heinrich Seepolt                | deutscher Maler und Graphiker                                                                    | 85    |       |
| 13. März | Walter Sommer                   | deutscher Richter und Ministerialbeamter, Oberbürgermeister von Kaiserslautern                   | 83    |       |
| 14. März | Edward Abbey                    | amerikanischer Naturforscher, Philosoph und Schriftsteller                                       | 62    |       |
| 14. März | Francesco Paolo Bonifacio       | italienischer Politiker und Richter                                                              | 65    |       |
| 14. März | Zita von Bourbon-Parma          | letzte Kaiserin Österreichs und Königin von Ungarn                                               | 96    |       |
| 14. März | Charles Roy Henderson           | amerikanischer Tierzuchtwissenschaftler                                                          | 77    |       |
| 14. März | Egon Morbitzer                  | deutscher Geiger                                                                                 | 62    |       |
| 14. März | Charlotte Müller                | deutsche Widerstandskämpferin                                                                    | 87    |       |
| 14. März | Gladys Pyle                     | US-amerikanische Politikerin                                                                     | 98    |       |
| 14. März | Rudolf Schmid                   | Schweizer Politiker (Allgemeine Bürgerliche Volkspartei des Kantons Glarus)                      | 94    |       |
| 15. März | Karoline Brandauer              | österreichische Schriftstellerin                                                                 | 63    |       |
| 15. März | Henry Cass                      | britischer Filmregisseur, Drehbuchautor, Film- und Theaterproduzent                              | 85    |       |
| 15. März | Manlio Di Rosa                  | italienischer Florettfechter und Olympiasieger                                                   | 74    |       |
| 15. März | Jean Douarinou                  | französischer Szenenbildner                                                                      | 82    |       |
| 15. März | Eduard Wallnöfer                | österreichischer Politiker und Landeshauptmann von Tirol (1963–1987)                             | 75    |       |
| 16. März | Leslie Chabay                   | ungarischer Opern-, Oratorien- und Konzertsänger sowie Hochschullehrer                           | 81    |       |
| 16. März | Karl Cornides                   | deutscher Journalist und Verleger                                                                | 78    |       |
| 16. März | Beny Deus                       | spanischer Schauspieler                                                                          | 69    |       |
| 16. März | Fritz Haneke                    | deutscher Schauspieler und Theaterdirektor                                                       |       |       |
| 16. März | Denver David Hargis             | US-amerikanischer Politiker                                                                      | 67    |       |
| 16. März | Pierre Huylebroeck              | belgischer Eisschnellläufer                                                                      | 66    |       |
| 16. März | Frida Löber                     | deutsche Malerin und Kunsthandwerkerin                                                           | 78    |       |
| 16. März | Hayo Vierck                     | deutscher Mittelalterarchäologe                                                                  | 49    |       |
| 17. März | Adeola Aboyade-Cole             | nigerianischer Hürdenläufer und Stabhochspringer                                                 | 38    |       |
| 17. März | Johann Auer                     | deutscher römisch-katholischer Theologe und Hochschullehrer                                      | 78    |       |
| 17. März | Marek Bliziński                 | polnischer Jazzmusiker                                                                           | 41    |       |
| 17. März | Merritt Butrick                 | US-amerikanischer Schauspieler                                                                   | 29    |       |
| 17. März | Jacob P. Den Hartog             | US-amerikanischer Ingenieurwissenschaftler für Mechanik                                          | 87    |       |
| 17. März | Ladislav Křiváček               | tschechoslowakischer Schauspieler                                                                | 48    |       |
| 17. März | Wilhelm Loschelder              | deutscher Jurist und Verwaltungsbeamter                                                          | 89    |       |
| 17. März | Josef Schütz                    | deutscher Kommunist, Diplomat, Mitarbeiter der VP und des MfNV                                   | 78    |       |
| 17. März | Edmund Uher                     | ungarisch-deutscher Unternehmer und Erfinder                                                     | 96    |       |
| 18. März | Helen Beebe                     | amerikanische Pädagogin und Pionierin der auditiv-verbalen Erziehung                             | 80    |       |
| 18. März | Charles Billingslea             | US-amerikanischer Offizier, Generalmajor der US-Army                                             | 74    |       |
| 18. März | Harold Jeffreys                 | britischer Mathematiker, Statistiker, Geophysiker und Astronom                                   | 97    |       |
| 18. März | Piet Kruiver                    | niederländischer Fußballspieler                                                                  | 51    |       |
| 18. März | Werner Proft                    | deutscher Hockeyspieler                                                                          | 87    |       |
| 18. März | Max Tishler                     | US-amerikanischer Pharmakologe                                                                   | 82    |       |
| 18. März | Lieselotte Wicke                | deutsche Politikerin (SPD), MdL                                                                  | 74    |       |
| 19. März | Akira Abe                       | japanischer Schriftsteller                                                                       | 54    |       |
| 19. März | Percy Ashton                    | englischer Fußballspieler                                                                        | 79    |       |
| 19. März | Alan Civil                      | britischer Hornist und Musiklehrer                                                               | 59    |       |
| 19. März | Karl Firsching                  | deutscher Richter, Hochschullehrer und Fachbuchautor                                             | 74    |       |
| 19. März | Roelof Oberman                  | niederländischer Kryptologe und Hochschullehrer                                                  | 78    |       |
| 19. März | Karl Romsy                      | österreichischer Politiker (ÖVP), Landtagsabgeordneter                                           | 85    |       |
| 20. März | Archie Bleyer                   | US-amerikanischer Bandleader und Musikproduzent                                                  | 79    |       |
| 20. März | Werner Bull                     | deutscher Elektrotechniker und Kommunalpolitiker (NSDAP)                                         | 86    |       |
| 20. März | Peter René Körner               | deutscher Schauspieler, Sänger, Moderator und Hörfunksprecher                                    | 67    |       |
| 20. März | Mogens Lüchow                   | dänischer Degenfechter                                                                           | 70    |       |
| 20. März | Stojan Wenew                    | bulgarischer Maler, Karikaturist und Grafiker                                                    | 84    |       |
| 20. März | Basil Lee Whitener              | US-amerikanischer Politiker                                                                      | 73    |       |
| 20. März | Greta Wrage von Pustau          | deutsche Tänzerin, Ballettmeisterin und Tanzpädagogin                                            | 86    |       |
| 20. März | Sulamith Wülfing                | deutsche Künstlerin und Illustratorin                                                            | 88    |       |
| 21. März | Alexander Bogs                  | deutscher Diplomat im Nationalsozialismus                                                        | 92    |       |
| 21. März | Peter Dürrenmatt                | Schweizer konservativer Historiker, Publizist und Politiker                                      | 84    |       |
| 21. März | Edgar Hector                    | deutscher Jurist und Politiker (CVP), MdL                                                        | 77    |       |
| 21. März | Raymond Herbaux                 | französischer Gewichtheber                                                                       | 69    |       |
| 21. März | Franz Sales Heß                 | deutscher Benediktinerpater und Gymnasiallehrer                                                  | 89    |       |
| 21. März | Bruno Köhler                    | tschechoslowakischer Politiker                                                                   | 88    |       |
| 21. März | Cesare Musatti                  | italienischer Psychologe                                                                         | 91    |       |
| 21. März | Otto Volk                       | deutscher Mathematiker, Astronom und Mäzen                                                       | 96    |       |
| 22. März | Günther Baumgarten              | deutscher Apotheker und Chemiker                                                                 | 82    |       |
| 22. März | Friedrich Christiansen-Weniger  | deutscher Agrarexperte und Hochschullehrer                                                       | 91    |       |
| 22. März | Josef Frechen                   | deutscher Geologe                                                                                | 82    |       |
| 22. März | Max Haug                        | deutscher Kommunalpolitiker                                                                      | 91    |       |
| 22. März | Wally Heider                    | amerikanischer Tontechniker, Studiobesitzer und Musikproduzent                                   | 66    |       |
| 22. März | Margaret Kidd                   | schottische Rechtsanwältin                                                                       | 89    |       |
| 22. März | Jorge Lazaroff                  | uruguayischer Sänger, Gitarrist und Komponist                                                    | 39    |       |
| 22. März | Hugo Moser                      | deutscher Philologe und Germanist                                                                | 79    |       |
| 22. März | Aemilius Müller                 | Schweizer Farbwissenschaftler                                                                    | 87    |       |
| 23. März | Alf Agar                        | englischer Fußballspieler                                                                        | 84    |       |
| 23. März | Renzo Avanzo                    | italienischer Dokumentarfilmer                                                                   | 78    |       |
| 23. März | Louis Bayle                     | französischer Autor, Romanist, Provenzalist und Linguist upclosed.com                            | 81    |       |
| 23. März | Andree Juliette Brun            | französische Pianistin                                                                           |       |       |
| 23. März | George Marthins                 | indischer Hockeyspieler                                                                          | 83    |       |
| 23. März | Robert McTaggart                | schottischer Politiker                                                                           | 43    |       |
| 23. März | Heinrich Meier                  | deutscher NDPD-Funktionär, MdV und Minister                                                      | 72    |       |
| 23. März | Ludwig Römer                    | deutscher Politiker (SPD), MdBB                                                                  | 91    |       |
| 24. März | Arnett Cobb                     | US-amerikanischer Jazz-Saxophonist                                                               | 70    |       |
| 24. März | Julius Eichel                   | US-amerikanischer Pazifist                                                                       | 93    |       |
| 24. März | Viktor Fogarassy                | österreichischer Kaufmann und Kunstsammler                                                       | 77    |       |
| 24. März | Axel Jungbluth                  | deutscher Jazzmusiker und Lehrbuchautor                                                          | 44    |       |
| 24. März | Robert Lienhard                 | Schweizer Bildhauer und Metallplastiker                                                          | 70    |       |
| 24. März | Fritz Rehbock                   | deutscher Mathematiker                                                                           | 92    |       |
| 24. März | Joaquim Santana                 | portugiesischer Fußballspieler                                                                   | 53    |       |
| 24. März | William Thayer Tutt             | US-amerikanischer Eishockeyfunktionär                                                            | 77    |       |
| 25. März | Artur Graf                      | deutscher Künstler                                                                               | 77    |       |
| 25. März | Reginald Le Borg                | österreichisch-amerikanischer Filmregisseur                                                      | 86    |       |
| 25. März | Saʿid al-Mufti                  | jordanischer Politiker, Premierminister des Königreichs Jordanien                                |       |       |
| 25. März | Earl Nightingale                | US-amerikanischer Radiokommentator und Motivationstrainer                                        | 68    |       |
| 25. März | Randa                           | libanesische Schauspielerin und Sängerin                                                         | 46    |       |
| 25. März | Fritz G. Waack                  | deutscher Ingenieur und Pionier der Stereofotografie                                             | 79    |       |
| 26. März | Franz Bielefeld                 | deutscher Politiker (NSDAP), MdR                                                                 | 82    |       |
| 26. März | Gerhard Exner                   | deutscher Polizist, Leiter der Staatlichen Archivverwaltung der DDR                              | 69    |       |
| 26. März | Fritz Naschitz                  | österreichisch-israelischer Manager                                                              | 88    |       |
| 26. März | Marina Ried                     | deutsch-russische Schauspielerin                                                                 | 67    |       |
| 26. März | Leonid Rojsman                  | sowjetischer Musikwissenschaftler, Organist und Pianist                                          | 73    |       |
| 26. März | Asbjørn Ruud                    | norwegischer Skispringer                                                                         | 69    |       |
| 26. März | Manfred Seipold                 | deutscher Schauspieler und Synchronsprecher                                                      | 48    |       |
| 26. März | Harry Wicks                     | britischer Trotzkist                                                                             | 83    |       |
| 27. März | May Allison                     | US-amerikanische Schauspielerin                                                                  | 98    |       |
| 27. März | Malcolm Cowley                  | amerikanischer Schriftsteller, Dichter, Journalist und Literaturkritiker                         | 90    |       |
| 27. März | Kurt Lindgren                   | schwedischer Jazzmusiker (Kontrabass, Komposition)                                               | 51    |       |
| 27. März | Cláudio Santoro                 | brasilianischer Komponist                                                                        | 69    |       |
| 27. März | Jack Starrett                   | US-amerikanischer Schauspieler und Regisseur                                                     | 52    |       |
| 28. März | Joseph Adetunji Adefarasin      | nigerianischer Jurist, Präsident der Liga der Rotkreuz-Gesellschaften                            | 68    |       |
| 28. März | Richard H. Ellis                | US-amerikanischer General der US Air Force                                                       | 69    |       |
| 28. März | Otto Fleischer                  | deutscher Bergbauingenieur, sächsischer Landtagsabgeordneter                                     | 88    |       |
| 28. März | Manuel Rodrigues Lapa           | portugiesischer Romanist, Lusitanist, Brasilianist und Galicist                                  | 91    |       |
| 28. März | Jacques Lecat                   | französischer Automobilrennfahrer                                                                | 78    |       |
| 28. März | Ludwika Nitschowa               | polnische Bildhauerin                                                                            | 99    |       |
| 28. März | Madeleine Ozeray                | belgisch-französische Schauspielerin                                                             | 80    |       |
| 28. März | Jochem Pechau                   | deutscher Bildhauer und Medailleur                                                               | 59    |       |
| 28. März | Antonín Rýgr                    | tschechischer Fußballspieler und -trainer                                                        | 67    |       |
| 28. März | Ruth Seydewitz                  | deutsche Journalistin und Schriftstellerin                                                       | 83    |       |
| 28. März | Robert J. Wilke                 | US-amerikanischer Schauspieler                                                                   | 74    |       |
| 28. März | Albert Joris van Windekens      | belgischer Sprachwissenschaftler und Hochschullehrer                                             | 73    |       |
| 29. März | Bernard Blier                   | französischer Filmschauspieler                                                                   | 73    |       |
| 29. März | Ferdinand Brickwedde            | US-amerikanischer Physiker                                                                       | 86    |       |
| 29. März | Artemio Casas                   | philippinischer Geistlicher, katholischer Bischof                                                | 77    |       |
| 29. März | Chico Che                       | mexikanischer Sänger                                                                             | 48    |       |
| 29. März | Fernand Gambiez                 | französischer General und Militärhistoriker                                                      | 86    |       |
| 29. März | Hans Hauenstein                 | österreichischer Wienerlieddichter und Schriftsteller                                            | 77    |       |
| 29. März | Jo Mihaly                       | deutsche Tänzerin, Schauspielerin, Dichterin, Autorin und Politikerin (KPD), MdL                 | 86    |       |
| 29. März | Willi Preschle                  | deutscher Fußballspieler                                                                         | 68    |       |
| 29. März | Artur Wiswedel                  | deutscher Unternehmer und Braunschweiger Kommunalpolitiker                                       | 75    |       |
| 29. März | Xiao Jinguang                   | chinesischer General, Oberbefehlshaber der Marine                                                | 86    |       |
| 30. März | Reg Allen                       | britischer Szenenbildner und Requisiteur                                                         | 71    |       |
| 30. März | William V. Chappell             | US-amerikanischer Politiker                                                                      | 67    |       |
| 30. März | Harry Engel                     | deutscher Schauspieler und TV-Regisseur                                                          | 52    |       |
| 30. März | Henk Gortzak                    | niederländischer Politiker (CPN, PSP)                                                            | 80    |       |
| 30. März | Werner Köster                   | deutscher Chemiker                                                                               | 92    |       |
| 30. März | Donald J. Pfeil                 | amerikanischer Science-Fiction-Autor                                                             | 51    |       |
| 30. März | Mike Sekowsky                   | US-amerikanischer Comiczeichner und -autor                                                       | 65    |       |
| 30. März | Arto Tolsa                      | finnischer Fußballspieler                                                                        | 43    |       |
| 31. März | Hugh Alessandroni               | US-amerikanischer Florettfechter                                                                 | 81    |       |
| 31. März | Eduard Bötticher                | deutscher Richter und Hochschullehrer                                                            | 89    |       |
| 31. März | Edgar C. Erickson               | US-amerikanischer Offizier, Generalmajor der US-Army                                             | 92    |       |
| 31. März | Karl Fuchs                      | deutscher Politiker (CSU), MdL, MdB, MdEP                                                        | 68    |       |
| 31. März | Millard Sheets                  | US-amerikanischer Maler, Grafiker, Mosaizist, Architekt, Designer und Kunstpädagoge              | 81    |       |
| März     | Josef Epp                       | österreichischer Fußballspieler und -trainer                                                     |       |       |
| März     | Gertrud Korb                    | deutsche Ärztin, MdV                                                                             | 78    |       |